# Telopea mongaensis
Telopea mongaensis är en tvåhjärtbladig växtart som beskrevs av Edwin Cheel. Telopea mongaensis ingår i släktet Telopea och familjen Proteaceae. Inga underarter finns listade i Catalogue of Life.